# Nhà khoa học

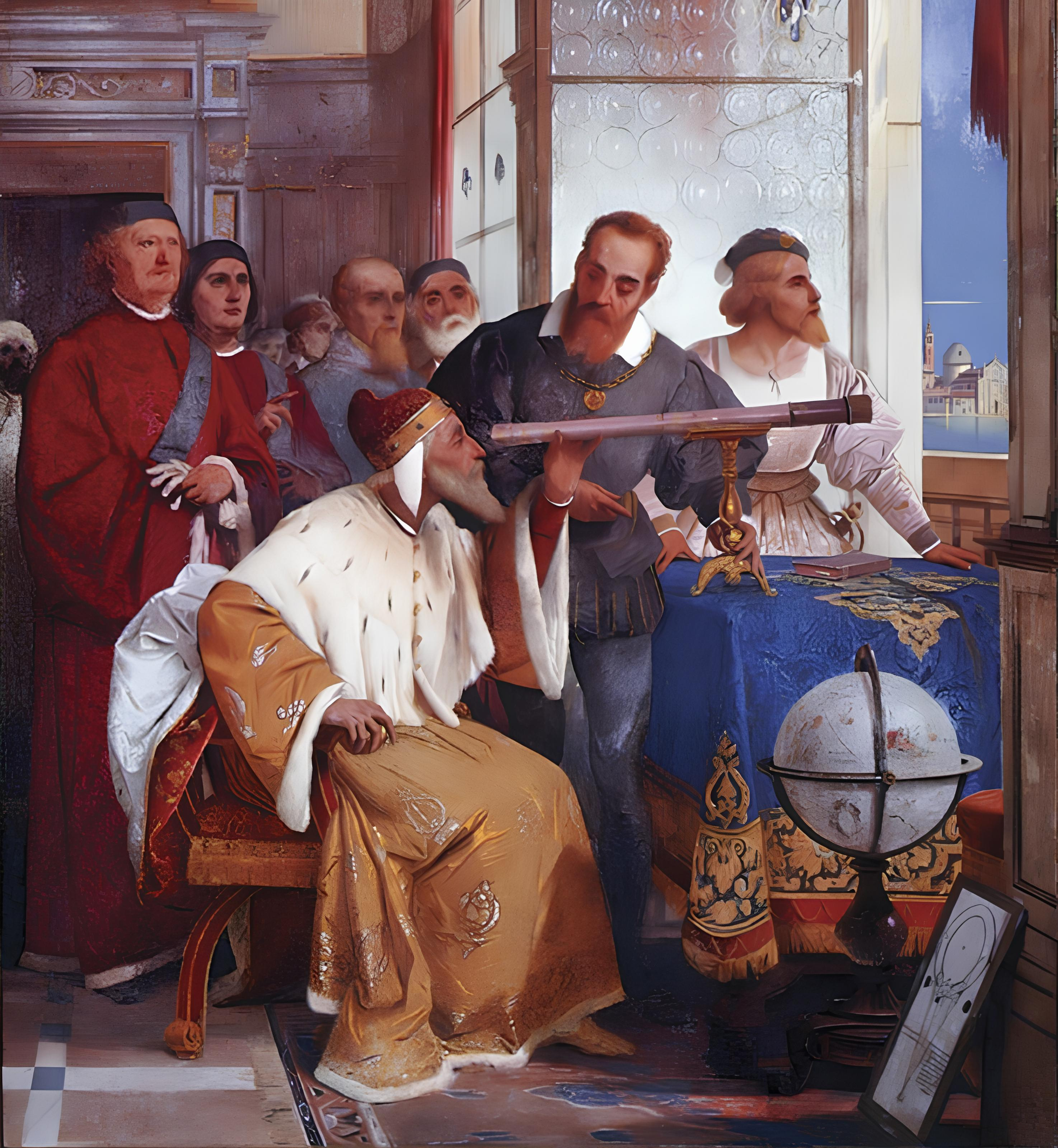
Những nhà khoa học thời Phục Hưng

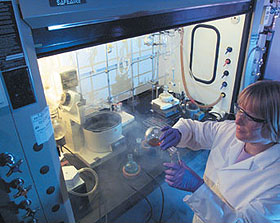
Một nhà khoa học làm việc tại phòng thí nghiệm.

Nhà khoa học theo nghĩa rộng là người tham gia vào những hoạt động mang tính hệ thống nhằm thu được tri thức  trong một lĩnh vực nào đó. Theo nghĩa hẹp hơn, một nhà khoa học là người áp dụng các phương pháp khoa học trong nghề nghiệp của họ. Người này có thể là chuyên gia trong một lĩnh vực khoa học, đặc biệt trong khoa học tự nhiên, toán học và xã hội. Trong bài này nói về nghĩa hẹp hơn của nhà khoa học. Các nhà khoa học thực hiện các nghiên cứu nhằm hiểu biết đầy đủ hơn về sự vận hành của tự nhiên và dựa vào những nguyên lý của tự nhiên để ứng dụng cho cuộc sống của con người.
Triết gia có thể coi là một nghề nghiệp độc lập, bởi phạm vi nghiên cứu của họ hướng đến hiểu những khía cạnh vô hình của thực tại và kinh nghiệm mà không thể đo lường được thuộc về bộ môn triết học. Nhà khoa học có mục tiêu hoạt động khác so với các kỹ sư, những người thiết kế, xây dựng và duy trì những đối tượng cụ thể. Ngành khoa học áp dụng những nguyên lý của khoa học thuần túy gọi là khoa học ứng dụng. Nhà khoa học ứng dụng có thể không thiết kế một đối tượng cụ thể nào đó, nhưng họ thực hiện nghiên cứu với mục đích nhằm phát triển công nghệ và phương pháp thực hành mới dựa trên những tri thức của khoa học. Nhà khoa học, chuyên phục vụ công tác nghiên cứu, khác với Giảng viên đại học chuyên giảng dạy.